# Unlimited Fafnir
Unlimited Fafnir, originalmente titulado Jūō Mujin no Fafnir (銃皇無尽のファフニール, Jūō Mujin no Fafunīru), es una serie de novelas ligeras japonesas escritas por Tsukasa e ilustradas por Riko Korie. Kodansha ha publicado quince volúmenes desde julio de 2013 hasta noviembre de 2017 bajo su sello Kodansha Ranobe Bunko. La adaptación del manga fue el ilustrador Saburouta. Comenzó la serialización en la revista de manga seinen de Kodansha good! Afternoon de marzo de 2014 a diciembre de 2015 y la producción Crunchyroll lo publicó digitalmente en América del Norte. La adaptación de la serie de televisión del estudio Diomedéa fue emitida desde enero de 2015 hasta marzo de 2015.

## Sinopsis
La historia tiene lugar en un mundo donde alguna vez existieron monstruos sobrenaturales conocidos como "dragones". Hace 25 años, causaron una destrucción generalizada y quemaron todo a su paso, después de lo cual desaparecieron misteriosamente. Poco después, surgieron niñas nacidas con habilidades similares a las de los dragones conocidas como D's. Estas D's asisten a la Academia Midgar, una academia para niñas donde pueden aprender a controlar sus poderes y usarlos para luchar contra los dragones.
Sin embargo, muchos años después, la existencia secreta del único hombre D en el mundo, Yuu Mononobe, sale a la luz. En contra de sus deseos, lo inscriben a la fuerza en la academia, donde accidentalmente se topa con una chica llamada Iris Freyja en estado de desnudez. Avergonzada, ella lo ataca en defensa propia, pero el ataque termina siendo contraproducente. Ahora, Yuu debe forjar relaciones con las otras chicas de la academia, que incluye a su hermana adoptiva, Mitsuki.

## Personajes

### Clase brynhildr
Yū Mononobe (物部 悠, Mononobe Yū)
 Seiyū: Yoshitsugu Matsuoka
El protagonista y el único hombre "D" en el mundo. Es segundo teniente en NIFL y es enviado a Midgard en una misión para evitar que las niñas "D" se conviertan en dragones y causen una destrucción generalizada. Su superior, Loki, considera que Yū es el mejor Fafnir. Al llegar a Midgard se reencuentra con su hermana menor, Mitsuki, tras una separación de tres años. Su arma ficticia de materia oscura es una pistola. Yū ha formado un contrato con el Dragón Yggdrasil, que le permite crear un cañón gigantesco llamado Marduk, capaz de matar a otros dragones, pero a costa de perder sus recuerdos. Se revela que es un dragón en el volumen 8.
Mitsuki Mononobe (物部 深月, Mononobe Mitsuki)
 Seiyū: Manami Numakura
Es la protagonista femenina de la historia. Se trata de una adolescente perteneciente al grupo D y denominada como la estudiante número 3, es la hermana adoptiva y amiga de infancia de Yū. Dentro de la academia Midgard ella es la presidenta del centro de estudiante y también es la capitán del escuadrón con la jerarquía de teniente coronel.
Su apariencia física está caracterizada como una joven de mediana estatura, con evidente belleza física. Su piel es blanca, cabello largo de color negro y una figura estilizada muy femenina. Su vestimenta consiste en el uniforme femenino de la academia adornado con calcetines blancos a la altura de la rodilla y tacones de color negro. la marca de su dragón se encuentra en la parte de arriba de su cuello.
Iris Freyja (イリス・フレイア, Irisu Fureia)
 Seiyū: Rina Hidaka
Su personalidad está descrita como la de una joven torpe pero con sentimientos muy notables. Es caracterizada también por ser algo descuidada al no usar en ocasiones ropa interior. Su forma de ser la ha hecho sentirse insegura y demostrar una actitud infantil. Esto difiere de la razón por la cual llega a la academia, a diferencia de los personajes restantes ella fue por voluntad propia al descubrir sus potencialidades. Su arma ficticia de materia oscura es un bastón mágico llamado Caduceus 
Lisa Highwalker (リーザ・ハイウォーカー, Rīza Haiuōkā)
 Seiyū: Hisako Kanemoto
Es una chica que tiene habilidades especiales y pertenece al grupo D, es asignada a la academia con el número 1 de la clase y miembro del escuadrón de subyugación dragón. Físicamente es una adolescente de 16 años, con cabello rubio y ojos de color azul. Al igual que las otras jóvenes esta vestida con el uniforme de la academia. Ella es muy cercana a Tear y está a cargo de protegerla y cuidarla, lo que la acerca a ella y a Yū. Su arma ficticia de materia oscura es una lanza llamada Gungnir.
Firill Crest (フィリル・クレスト, Firiru Kuresuto)
 Seiyū: Kana Hanazawa
Firill es, en su mayor parte, una persona tranquila y bibliófila, que a menudo lleva un libro consigo. Ella sueña con escribir su propio libro algún día y desea experimentar tantos recuerdos como sea posible por ese motivo. Firill también es traviesa y le gusta molestar a otras personas, particularmente a Lisa Highwalker y Yū Mononobe. También es bastante atrevida cuando muestra su afecto por Yū, aunque puede avergonzarse si intenta llevar las situaciones demasiado lejos. Su arma ficticia de materia oscura es un grimorio llamado Necronomicon.
Ariella (アリエラ・ルー, Ariera Rū)
 Seiyū: Sora Tokui
Es una chica que tiene una personalidad poco femenina y se destaca por ser bastante directa, respetando solo a aquellos que ganan su aprobación. Sin embargo, se avergüenza y se pone nerviosa fácilmente cuando la felicitan. Ella también es una persona muy amable y cariñosa. Cada vez que se pone seria en una pelea, Ariella puede mostrar suficiente intención asesina como para detener incluso a guerreros experimentados como Yū Mononobe. También desprecia a los dragones debido a sus experiencias con ellos. Su arma ficticia de materia oscura es un escudo llamado Aegis.
Ren Miyazawa (レン・ミヤザワ, Ren Miyazawa)
 Seiyū: Fumiko Uchimura
Es una chica inteligente a la que generalmente se la ve jugando en una computadora. Su arma ficticia de materia oscura es un mazo llamado Mjolnir.

Tear Lightning (ティア・ライトニング, Tia Raitoningu)
 Seiyū: Ayane Sakura
Una chica "D" que se transfiere a la clase Brynhildr. Ella dice ser la esposa de Yū y cree firmemente que es un dragón. Había vivido una vida pacífica hasta que un culto de dragones dirigido por Kili incendió su casa y mató a sus padres. Habiendo sido elogiada por el culto, se enorgullecía de ser un dragón, pero después de conocer a Yū, cambió su perspectiva y se dedicó a vivir como humana. Ella considera que Iris es su rival por el afecto de Yū, alegando que no perderá ante ella.

### Otros personajes
Kili Surt Muspelheim (キーリ・スルト・ムスペルヘイム, Kiri Suruto Musuperuheimu)
 Seiyū: Marina Inoue
Es la líder de culto de dragones. Ella tiene a Tear en alta estima y quiere que se convierta en un dragón. Se disfraza de Honoka después de que NIFL tomó la custodia de Tear para recuperarla. Más tarde se interesó en Yū y lo besó después de perdonarle la vida.
Honoka Tachikawa (立川 穂乃花, Tachikawa Honoka)
 Seiyū: Saori Hayami
Es una nueva estudiante misteriosa en la Academia Midgar. Más tarde se revela que ella es en realidad Kili.
Haruka Shinomiya (篠宮 遥, Shinomiya Haruka)
 Seiyū: Rikako Yamaguchi
Es la maestra del aula de la clase Brynhildr y la comandante de batalla de Midgard durante emergencias, con el rango de Coronel. También es ex D, así como ex presidenta del cuerpo estudiantil y excapitana del Dragon Subjugation Squad. 
Haruka es retratada como una mujer joven de unos veinte años con cabello largo y negro atado en una cola de caballo y ojos color avellana. Su atuendo habitual consiste en un traje negro junto a una falda con una camisa blanca y una corbata azul. 
Loki Jotunheim (ロキ・ヨトゥンヘイム, Roki Yotunheimu)
 Seiyū: Nobuyuki Hiyama
Es el superior de Yū, es una persona astuta con una naturaleza engañosa y manipuladora, que siempre planea detrás de escena para lograr el resultado deseado. También es bastante despiadado, ya que cree que todos los D's cuyas marcas de dragón cambian de color deben ser exterminados inmediatamente antes de que tengan la oportunidad de convertirse en dragones.
Charlotte B. Lord (シャルロット・B・ロード, Sharurotto B Rōdo )
 Seiyū: Risae Matsuda
Charlotte tiende a comportarse como una niña la mayor parte del tiempo, a menudo tratando de escapar de su trabajo y hacerse la tonta. Sin embargo, es capaz de actuar con seriedad si las circunstancias lo requieren y tiene un gran sentido de la responsabilidad, ya que asumió la tarea de seguir protegiendo al mundo como lo hizo su antecesora. También es un poco excéntrica por naturaleza y afirma no tener interés en los hombres, prefiriendo en cambio a las chicas. También se ha demostrado que tiene una naturaleza algo pervertida, ya que ha intentado muchas veces que Yuu se una a ella para mirar a las chicas cambiándose, solo para ser detenida por su secretaria, Mica Stuart.
Mica Stuart (マイカ・スチュアート, Maika Stuart)
 Seiyū: Mariko Higashiuchi
Es la asistente personal y secretaria de Charlotte. Por lo general, está vestida con un uniforme de sirvienta. Mica se representa como una persona seria y directa con una actitud sensata. Puede ser muy intimidante a veces y no duda en usar la fuerza cada vez que Charlotte juega o se comporta de manera inapropiada.

## Medios de comunicación

### Novelas ligeras
El primer volumen de novelas ligeras fue publicado el 2 de julio de 2013 por Kodansha bajo su sello Kodansha Ranobe Bunko. A noviembre de 2017, la serie está completa y se han publicado quince volúmenes.
| 1  | ドラゴンズ・エデン Doragonzu Eden               | 2 de julio de 2013      | ISBN 978-4-04-066432-3 |
| 2  | スカーレット・イノセント Sukāretto Inosento     | 2 de octubre de 2013    | ISBN 978-4-06-375326-4 |
| 3  | クリムゾン・カタストロフ Kurimuzon Katasutorofu | 27 de diciembre de 2013 | ISBN 978-4-06-375351-6 |
| 4  | スピリット・ハウリング Supiritto Hauringu       | 2 de abril de 2014      | ISBN 978-4-06-375363-9 |
| 5  | ミドガルズ・カーニバル Midogaruzu Kānivaru      | 2 de julio de 2014      | ISBN 978-4-06-375379-0 |
| 6  | エメラルド・テンペスト Emerarudo Tenpesuto      | 2 de octubre de 2014    | ISBN 978-4-06-381406-4 |
| 7  | ブラック・ネメシス Burakku Nemeshisu            | 26 de diciembre de 2014 | ISBN 978-4-06-381435-4 |
| 8  | アメジスト・リバース Amejisuto Ribāsu           | 2 de abril de 2015      | ISBN 978-4-06-381453-8 |
| 9  | セルリアン・エンゲージ Serurian Engēji          | 2 de julio de 2015      | ISBN 978-4-06-381472-9 |
| 10 | インビジブル・サクセサー Inbijiburu Sakusesā    | 30 de octubre de 2015   | ISBN 978-4-06-381499-6 |
| 11 | プリズマティック・ガーデン Purizumatikku Gāden  | 1 de abril de 2016      | ISBN 978-4-06-381528-3 |
| 12 | ダークネス・ディザスター Dākunesu Dizasutā      | 2 de agosto de 2016     | ISBN 978-4-06-381550-4 |
| 13 | スターダスト・クライ Sutādasuto kurai           | 2 de febrero de 2017    | ISBN 978-4-06-381582-5 |
| 14 | レインボウ・ピース Reinbou Pīsu                 | 2 de junio de 2017      | ISBN 978-4-06-381607-5 |
| 15 | アンリミテッド・シャイン Anrimiteddo Shain      | 2 de noviembre de 2017  | ISBN 978-4-06-381624-2 |

### Manga
La adaptación del manga, ilustrada por Saburouta, fue serializada en la revista de manga seinen de Kodansha good! Afternoon del 7 de marzo de 2014 al 7 de diciembre de 2015.   Kodansha recopiló sus capítulos en cuatro volúmenes de tankōbon, publicados del 2 de octubre de 2014 al 7 de marzo de 2016.  

### Anime
La adaptación de la serie de televisión de anime de Diomedéa se emitió desde el 9 de enero de 2015   hasta el 26 de marzo de 2015. El tema de apertura es "Flying fafnir", creado e interpretado por trustrick, mientras que el tema final es "Ray of bullet" de Rina Hidaka y Manami Numakura, actrices de voz de las heroínas de anime Iris Freyja y Mitsuki Mononobe, respectivamente, desde el episodio 1 hasta el episodio 12. Se cantó junto con Hisako Kanemoto, Sora Tokui, Fumiko Uchimura y Ayane Sakura, quienes también son actrices de voz de Lisa Highwalker, Ariella Lu, Ren Miyazawa y Tear Lightning, respectivamente.

## Recepción
El primer episodio de la serie de anime obtuvo críticas negativas del personal de Anime News Network durante los avances de la temporada de invierno de 2015. Nick Creamer criticó el uso desenfrenado de bromas de comedia y clichés de harem de fantasía a lo largo del tiempo de ejecución y la obra de arte se siente sin vida y fuera de modelo, pero se entretuvo con el humor involuntario de la terminología mágica del programa. Rebecca Silverman sintió que la premisa y las ideas en todo momento tenían potencial, pero se vieron obstaculizadas por personajes desagradables y una ejecución deficiente en su ritmo y animación, y concluyó que: "Si se pueden resolver, es posible que resulte mejor de lo que parece. Como primer episodio, sin embargo, es menos que impresionante". Theron Martin puso el debut del programa junto a Absolute Duo, esta en la carrera por el "comienzo más suave de la nueva temporada", criticando la configuración poco inspirada de sus dragones, las introducciones de personajes demasiado largas y una paleta de colores inconsistente.